# Taraxacum tortilobum
Taraxacum tortilobum — вид рослин з родини айстрових (Asteraceae), поширений у Європі.

## Поширення
Поширений у Європі: Норвегія, Швеція, Данія, Нідерланди, Німеччина, Швейцарія, Польща, Латвія, Молдова, Україна, європейська Росія.